# Elvasia capixaba
Elvasia capixaba är en tvåhjärtbladig växtart som beskrevs av Claudio Nicoletti de Fraga och Saavedra. Elvasia capixaba ingår i släktet Elvasia och familjen Ochnaceae. Inga underarter finns listade i Catalogue of Life.